# District de Yubei
Le district de Yubei (渝北区 ; pinyin : Yúběi Qū) est une subdivision de la municipalité de Chongqing en Chine. Il abrite l'aéroport international de Chongqing.

## Géographie
Sa superficie est de 1 452,03 km².

### Liens externes

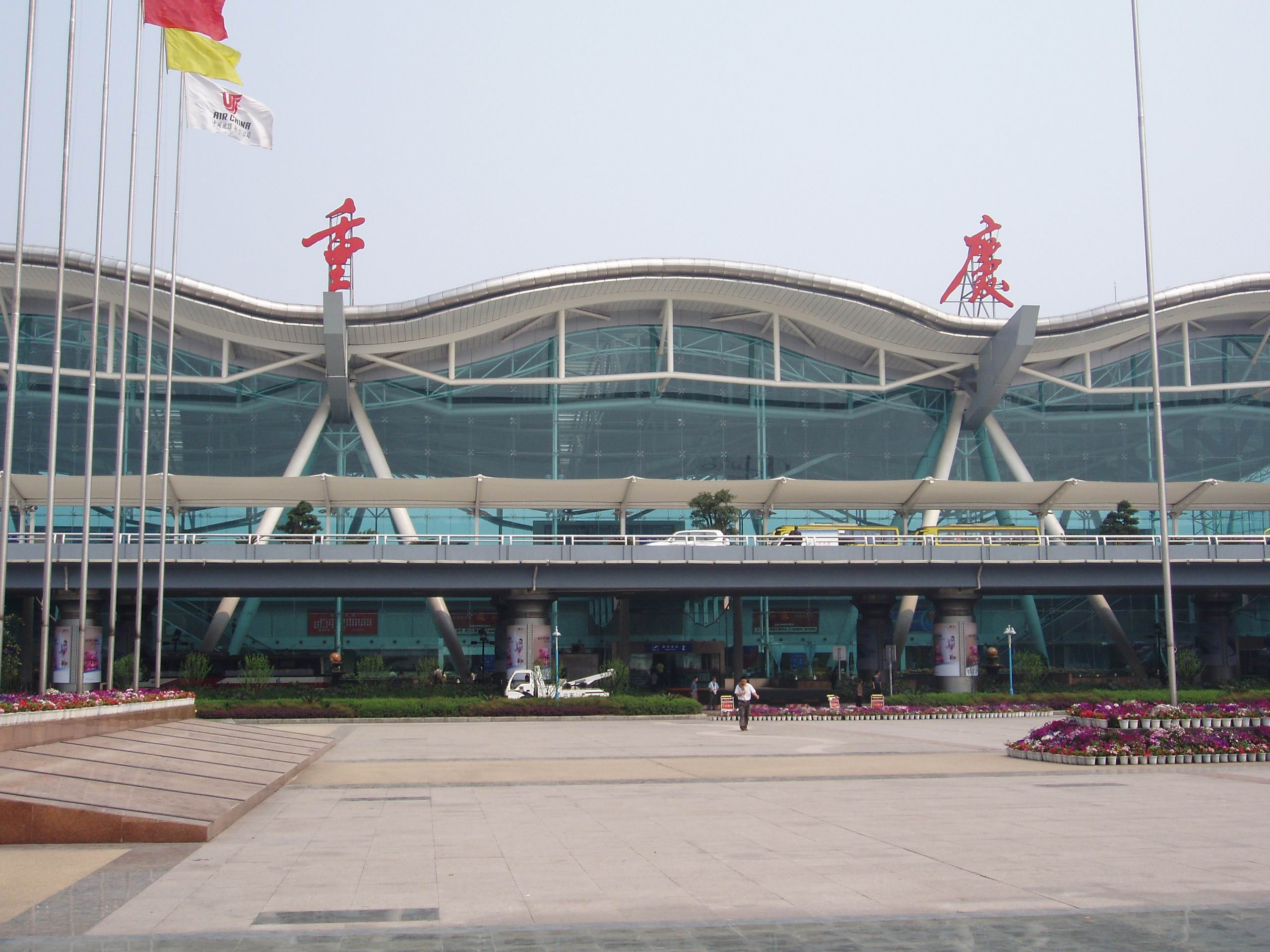
L'aéroport international de Chongqing

## Sources
- Géographie : (zh) Page descriptive (Phoer.net)